# Ariamiro
Ariamiro foi um rei dos Suevos da Galécia, cuja capital era Bracara (atual Braga), norte de Portugal, próximo a 561, quando é mencionado pelos bispos presentes ao I Concílio de Braga como o rei que os chamaram e sob os auspícios de quem eles deliberaram. Os bispos mencionam como sendo este o primeiro sínodo Niceno a ser realizado na Galécia depois de um longo tempo. Ariamiro é tido como o rei que provocou a conversão do seu povo do arianismo para o catolicismo, e quem suspendeu a proibição dos concílios Nicenos.
A conversão dos Suevos ao catolicismo, entretanto, é apresentada muito diferentemente nos registros preliminares, dos quais os registros do Concílio de Braga são os únicos contemporâneos. Especificamente, os registros do Concílio que se realizou em 1 maio de 561 (na era da província 599, o terceiro ano de seu reino, tertio Ariamiri regis do anno) indicam explicitamente que o sínodo esteve reunido sob suas ordens, gloriosissimi ex Ariamiri regis do praefati do praecepto, e os bispos aludem a ele como "nosso filho mais pio e ademais glorioso" (noster do filius do piissimus do atque do gloriosissimus). Tendo por base estas datas, o reinado de Ariamiro pode ter começado entre 2 de maio de 558 e 1 de maio de 559. Quanto ao seu catolicismo não resta a menor dúvida, foi o primeiro monarca católico dos Suevos desde Requiário.
Igualmente sugeriu-se que Ariamiro fosse a mesma pessoa que Teodomiro, mencionado por Isidoro de Sevilha em uma conexão com a conversão dos Suevos e por São Martinho de Dume. É dito do mesmo modo e igualmente como tendo sido um filho de Carriarico, um rei mencionado por Gregório de Tours em suas excursões de evangelizador de São Martinho de Dume. É provável, entretanto, que Carriarico e Teodomiro tenham reinado após Ariamiro, considerando que Ariamiro foi o primeiro monarca dos Suevos a suspender a proibição dos Concílios Nicenos ou católicos e é inconcebível que um monarca católico poderia ter continuado a proibição por "um tempo longo". Por outro lado outros eruditos vêem a conversão dos Suevos como progressiva e por etapas e consideram o levantamento da proibição por Ariamiro, em relação aos sínodos, como a segunda etapa depois da conversão pública de Carriarico.
Afora o registado no Concílio realizado por sua convocação, nada é sabido sobre Ariamiro salvo que foi sucedido provavelmente algum dia entre o fim de maio de 561 e o ano 566 por Teodomiro.